# Эпинуа, Гийом III де Мелён
Гийом III де Мелён (фр. Guillaume III de Melun; 8 марта 1588 — 8 августа 1635, Сен-Кантен), 4-й принц д'Эпинуа — государственный деятель Габсбургских Нидерландов.

## Биография
Сын Пьера де Мелёна, принца д’Эпинуа, и Ипполиты де Монморанси.
Маркиз де Ришбур, граф де Боссар, бургграф Гентский, барон д’Антуан, сеньор де Бьес, Рокур, и прочее.
Его отец был одним из наиболее упорных сторонников Вильгельма Оранского, и после подчинения испанцами южных нидерландских провинций эмигрировал во Францию.
В начале правления эрцгерцогов Альбрехта и Изабеллы, после подписания Вервенского мира, Генрих IV стал добиваться реституции, хотя бы частичной, отцовского имущества Гийома, конфискованного проскрипционным эдиктом 1585 года. Альбрехту было направлено послание, составленное герцогом Сюлли, опекуном Гийома, в пользу принцев Эпинуа. В 1602 году эрцгерцог предложил провести транзакцию между семьями Мелён и де Линь, по которой Гийом получал бы часть владений, а сеньория Рубе оставалась у Анны-Марии де Мелён, принцессы де Линь. Опекуны принца должны были этим удовлетвориться, ибо в случае отказа он бы не получил ничего.
Ситуация изменилась после подписания 9 апреля 1609 Антверпенского договора, по статье 13-й которого все конфискации аннулировались. Принц де Линь, имевший большое влияние при испанском дворе, всячески затягивал реституцию, предложив новое урегулирование спора, по которому уступал все владения Мелёнского дома, кроме баронии Антуан, но сохранял все наследство Вершенов, в том числе Рубе. Гийом протестовал против этого, но его опекуны согласились, а Людовик XIII, Генеральные штаты и король Англии утвердили соглашение. По словам Сюлли, принц вернул себе 120 тыс. ливров ренты. Он получил разрешение вернуться на родину, и ему вернули почетные должности коннетабля и наследственного сенешаля Эно.
Патентом от 24 мая 1620 он возглавил три роты кирасир и две роты конных аркебузиров, объединенных в полк. Позже был назначен государственным советником.
В 1621 году Альбрехт добился от Филиппа IV пожалования принца в рыцари ордена Золотого руна.
В 1625 году был назначен временным великим бальи Эно, до совершеннолетия графа де Бюкуа, которому была обещана эта должность.
В 1629 году по поручению короля Испании приветствовал императора Фердинанда II и Римского короля, а в 1632 году инфанта Изабелла добилась для него достоинства гранда Испании.
Расположения эрцгерцогов, о котором свидетельствует корреспонденция принца, оказалось недостаточно для обеспечения его лояльности. В последние годы правления Изабеллы несколько вельмож, недовольных военными поражениями испанцев, составили заговор с намерением передать страну Франции. Заговорщиков разоблачили и маркиз де Айтона, временный наместник Нидерландов после смерти инфанты, получил приказ арестовать главарей.
Принц Эпинуа, бывший в их числе, по примеру своего отца бежал во Францию. Его дело было передано на рассмотрение Большого Мехеленского совета, единственного трибунала, полномочного судить государственных советников. Приговор был вынесен 2 мая 1635.
Пунктов обвинения было несколько
- Лихоимство при исполнении должностных обязанностей и торговля административными постами
- Публичная демонстрация недовольства инфантой Изабеллой, что он позволял себе, возвращаясь в Эно
- Нанесение ущерба власти короля Испании и контакты изменнического характера с некоторыми французскими министрами, вербовка мятежных элементов
- Сговор с покойным губернатором Бушена Жоржем Каронделе, для организации вмешательства французских войск, что внесло прямой вклад в потерю Маастрихта

Его обвиняли в преступлении, совершенном в цитадели Намюра. Также принца подозревали в подстрекательстве к волнениям в Нидерландах при помощи распространения книжицы, называвшейся «Истинные жалобы фламандцев».
Принц Эпинуа был заочно приговорен к казни за оскорбление величества.
Впоследствии выяснилось, что он бежал во Францию, получив от Людовика XIII предупреждение о неминуемом аресте.
Умер в Сен-Кантене от крапивницы, погребен в часовне Нотр-Дам церкви капуцинов.

## Семья
1-я жена (18.10.1612): Мария Менсия ван Виттем (29.08.1581—28.07.1613), маркиза ван Берген-оп-Зом, дочь Яна IV ван Виттема, графа ван Зебрюгге, и Марии Маргареты де Мерод-Вестерло, маркграфини ван Берген-оп-Зом, вдова графа Германа ван ден Берга
Дочь:
- Мари (р. 1613, ум. ребенком)

2-я жена (13.11.1615): Эрнестина-Клер-Эжени де Линь д'Аренберг (31.10.1589—12.06.1653), дочь князя Шарля д'Аренберга, герцога Арсхота, и Анны де Крой, герцогини ван Арсхот
Дети:
- Клер-Мари (25.08.1616—1652), монахиня-доминиканка в Абвиле
- Амбруаз (18.11.1618—5.08.1641), 5-й принц Эпинуа. Умер от раны, полученной в бою под Эром
- Александр-Гийом (1619—16.02.1679), 6-й принц Эпинуа. Жена 1) (19.04.1665): Луиза-Анна де Бетюн (ум. 1.09.1666), дочь Луи де Бетюна, графа де Шаро, герцога и пэра Франции, и Мари Л'Эскалопье; 2) (29.05.1668): Жанна-Пелажи де Роган-Шабо (ум. 18.08.1698), дочь Анри Шабо, герцога де Рогана, и герцогини Маргерит де Роган
- Анри (ум. 01.1664), маркиз де Ришбур. Полковник валлонской пехоты на испанской службе. Умер в Португалии
- Шарль-Александр-Альбер (ум. 1675), бургграф Гентский, сеньор де Домва и Байёль-ан-Вимё. Жена (контракт 12.02.1664): Рене де Рюпьер, баронесса де Сюрвье, дама де Тур-ан-Вимё, шателен Ла-Крессоньера, дочь Филиппа де Рюпьера, барона де Сюрвье и де Ла-Крессоньер, и Франсуазы де Майок
- Франсуа-Филипп (ум. 7.02.1690), маркиз де Ришбур. Жена (2.1665): Мария-Тереза де Ганд-Вилен (ум. 1714), дочь графа Филиппа-Бальтазара д'Изенгьена, князя де Мамин, и Луисы Энрикес де Сармьенто-и-Сальватьерра
- Анна (18.02.1619—13.08.1679), монахиня, канонисса в Монсе
- Изабель-Клер, канонисса в Мобёже
- Мари-Мадлен, канонисса в Монсе
- Франсуаза-Альберта, канонисса в Монсе
- Клер-Катрин, канонисса в Монсе, ум. в 8 лет